# 深沢正策
深沢 正策（ふかざわ しょうさく、1889年2月22日 - 1972年10月10日）は、日本の翻訳家。
神奈川県小田原市生まれ。1910年から23年まで米国の大学に学び、生物学などを専攻。理学修士、学術博士。メキシコ開発会社勤務、南洋庁勤務、鶏、兎の飼い方についての著書を著す。新聞記者を経て、38年から44年まで日本読書協会で翻訳に従事。パール・バックの翻訳が主だが、大久保康雄と同時期にマーガレット・ミッチェル『風と共に去る』を全訳、戦後『風と共に散りぬ』の題で第一巻を刊行し、第二巻で大久保と同じ『風と共に去りぬ』に改題している。

## 著書
- 産卵を主とした実用鶏の飼ひ方 山名書房 1925
- 実用養兎の新研究 養鶏之日本社 1931
- 米国実利養鶏の実際 養鶏之日本社 1931
- エヂソン 協力社 1947
- オスカー・ワイルド その人と時代 万里閣 1951
- マゼラン 航海王 ポプラ社 1952（偉人伝文庫）

## 翻訳
- ムッソリニ敗るゝ日 国際スパイ小説 オップンハイム 新潮社 1935
- 北方への旅 リンドバーク 改造社 1935
- マルコ・ポーロ旅行記 改造文庫 1936
- 母 パアル・バック 第一書房 1936
- 日本紀行 アン・モロー・リンドバーグ 世界名作選2 山本有三編 新潮社 1936
- 戦へる使徒 パアル・バック 第一書房 1937
- 母の肖像 パアル・バック 第一書房 1938
- 東の風西の風 パアル・バック 第一書房 1938
- 颱風 ノルドホッフ、ホオル 第一書房 1938
- 風と共に去る 第1至2巻 戦時体制版 マアガレット・ミッチェル 第一書房 1938-1939
- 霊と肉 第1-2部 パアル・バック 河出書房 1941
- 南方諸国の統治 R.エマソン 河北書房 1942
- 新しきもの古きもの パアル・バック 改修版 河北書房 1942
- 南方諸国の統治 R.エマソン 河北書房 1942
- 仏領植民地 ステファン・ロバーツ 西東社 1943
- 愛よ最後に 上巻 T.コールドウェル 新人社 1950
- 久遠の真理 オルダス・ハックスレイ 三笠書房 1951
- リンカーン自叙伝  万里閣 1951
- 風と共に散りぬ第1 マーガレット・ミッチェル 創芸社近代文庫 1953
- 風と共に去りぬ第2 マーガレット・ミッチェル 創芸社近代文庫 1953
- アイゼンハワーの兄弟 偉大なアメリカの遺産 ベラ・コルニッツア 時事通信社 1956
- パール・バック選集 第4 はじめの妻 創芸社 1956
- 大地 (パール・S・バック) パール・バック ポプラ社、1966